# Flautista de Keros

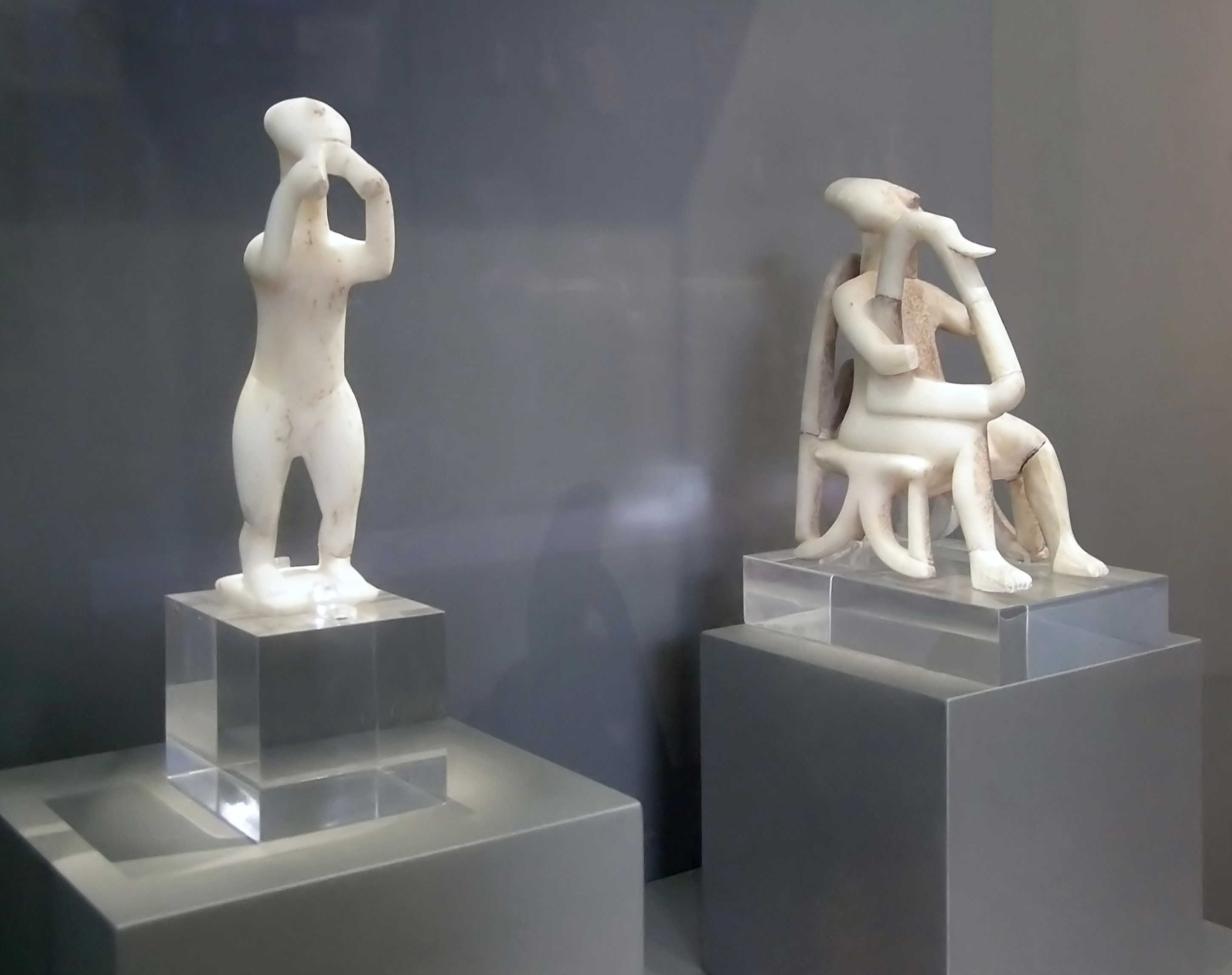
Instantánea donde aparece el "Flautista de Keros" junto con otras piezas cicládicas, en el Museo Arqueológico Nacional de Atenas.

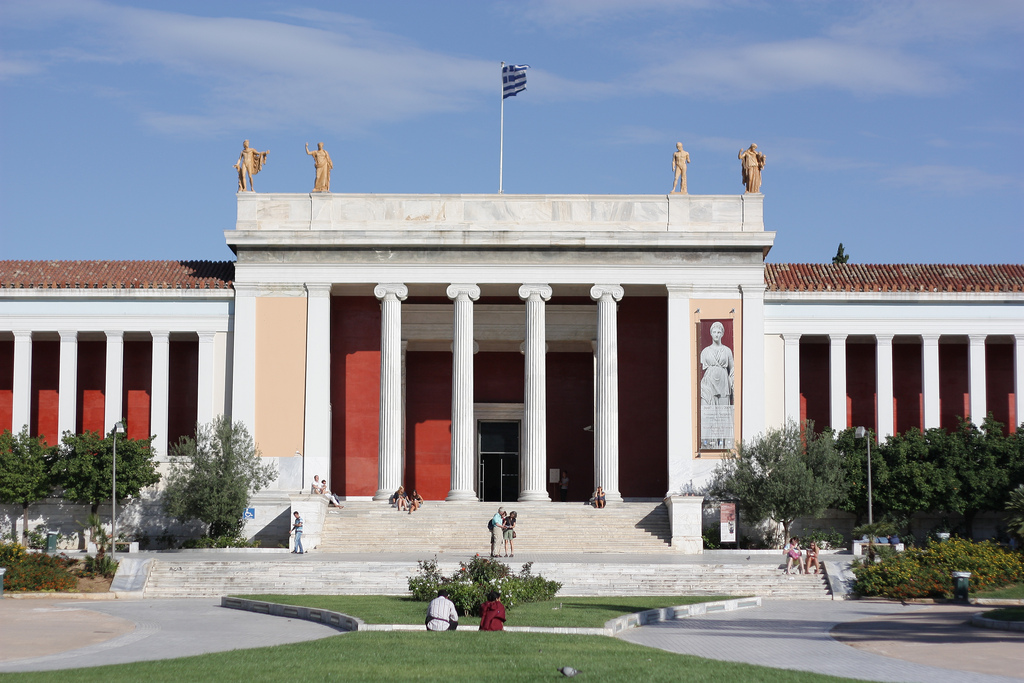
Imagen del Museo Arqueológico Nacional de Atenas

El Flautista de Keros es una estatuilla de mármol, que fue elaborada por artesanos de la civilización cicládica una cultura arqueológica de la Edad del Cobre y del Bronce ubicada en las Cícladas, en el mar Egeo, que abarca aproximadamente el periodo del 3000 a. C. al 2000 a. C..

## Simbología
Se trata de una estatuilla que muestra un músico con doble flauta, aunque se desconoce su utilidad podría tratarse de un exvoto o una representación de un ritual funerario acompañado de música probablemente de influencia asiria.

## Características
- Forma: flautista.
- Material: mármol.[1]
- Contexto/Cultura: Cicládico inicial II, Keros-Siros.
- Técnica: *.
- Altura: *

## Conservación
La estatuilla se exhibe de forma permanente en el Museo Arqueológico de Atenas, (Grecia), con el número de inventario 3910.